# Цианид иода
Цианид иода — неорганическое соединение,
соль иода и синильной кислоты с формулой ICN,
бесцветные кристаллы,
слабо растворяется в воде,
сильно ядовит .

## Получение
- Впервые цианид иода получил Фридрих Вёлер при взаимодействии сухого цианида калия с иодом.

{\displaystyle {\mathsf {I_{2}+KCN\ {\xrightarrow {}}\ KI+ICN}}}

## Физические свойства
Цианид иода образует бесцветные кристаллы.
Слабо растворяется в воде с разложением, хорошо растворяется в эфире, что используется при очистке экстракцией.

## Биологические свойства
Цианид иода — сильный яд, однако уступает синильной кислоте по токсичности, сильный лакриматор.

## Применение
- Консервант в таксидермии.